# Desencuentro
Desencuentro é uma telenovela mexicana produzida por Ernesto Alonso para a Televisa e exibida de 17 de novembro de 1997 a 3 de abril de 1998. Foi protagonizada por Daniela Castro, Juan Ferrara e Ernesto Laguardia e antagonizada por Juan Peláez, Luz María Jerez e Oscar Traven. Foi reprisada pelo TLN entre 7 de janeiro e 18 de abril de 2008.

## Sinopses
Desencuentro conta uma história amor, que dois homens Andrés Rivera e Luis Torres, que são muito diferentes entre si sentem pela mesma mulher Victoria San Román. É o drama de uma jovem dividida entre o amor e o ódio, na cidade de Queretaro uma cidade que a atormenta, e às vezes a cativa com suas paisagens, com sua música e seus pintorescos personagens em meio ao luxo e poder. 
Victoria amorosamente em meio ao luxo dado por seu viúvo pai, Alfredo, e sua babá Julia, Victoria está prestes a se casar com seu namorado, Sergio. Mas sua vida muda de um conto de fadas, para um  abrupto quando seu pai morre em um acidente de carro, a deixando  órfã, pobre e sozinha, porque o tio de Sergio força ele romper o noivado após descobrir que a familia San Román está falida. 
A última coisa Victoria ouvi o pai dizer antes dele pegar a estrada era "Andres Rivera não vi destruir-me!" e por isso, Victoria suspeita da morte do seu pai de alguma forma está ligada a esse homem, um empresário implacável na Cidade do México. Com a sua vida em ruínas, Victoria decide se mudar para o México para investigar suas suspeitas, e também para reconstruir a sua vida. 
Lá ela conhece Luis, um bombeiro que é viúvo e tem uma filha, Maru. Eles se apaixonam imediatamente, mas sua investigação acaba provocando uma grande aproximando de Andres Rivera, o agrava os fato é que Andres acaba se apaixonando por ela, com uma paixão que não sentia há muito tempo por nenhuma mulher. 
É também um sinistro mistério que Victoria terá que descobrir para chegar por fim, a um encontro consigo mesma, com a realidade e com o verdadeiro amor.

## Elenco
- Daniela Castro .... Victoria San Román
- Ernesto Laguardia  .... Luis Torres
- Juan Ferrara  .... Andrés Rivera
- Alma Muriel .... Valentina
- María Victoria .... Julia
- Leticia Perdigón .... Chaquira
- Luz María Jerez .... Sandra
- Juan Peláez .... Esteban Aguirre
- Sergio Ramos .... Rufino
- Miguel Pizarro .... Toni
- Juan Manuel Bernal .... Sergio Estévez
- Oscar Traven .... José Joaquín
- Emilia Carranza .... Inés
- Eugenio Cobo .... Fernando Estévez
- María Eugenia Ríos .... Queta
- Manuel Ojeda .... Alfredo San Román
- Guillermo Aguilar .... Dr. Álvaro Reyes
- Roberto Antunez .... Abel
- Aaron Hernan .... Matias
- Dacia Arcaráz .... Lolita
- Kuno Becker .... David Rivera
- Javier Bibas
- Ofelia Guilmáin .... Jovita
- Lucía Guilmáin .... Laura
- Bárbara Gómez .... Encarnación
- Maty Huitrón .... Lidia
- Juan Imperio
- Silvia Manríquez .... Alma
- Paulina Martell .... Maru
- Maricruz Nájera .... Rosario
- David Rencoret .... Roberto
- Paula Rendón
- Fernando Robles .... Manuel
- Héctor Sáez .... Chiripas
- Ana de la Reguera .... Beatriz
- Sagrario Baena
- Leonardo Mackey .... Carlos
- Elizabeth Arciniega .... Marisa
- Virginia Gimeno .... Aurora
- Victor Lozada .... Benito
- Alberto Loztin
- Claudia Ortega
- Georgina Pedrett .... Maricarmen
- Thelma Dorantes .... Sara
- Sylvia Suárez .... Hilda
- Carlos Águila
- Marystell Molina
- Guillermo Herrera
- Jacqueline Andere
- Pilar Pellicer
- María Rubio
- Alicia del Lago
- Miguel Serros

## Outras versões
Desencuentro é um remake da telenovela El enemigo, da qual já foram feitas outras duas versões:
- El enemigo, produzida em 1961 e protagonizada por Luz María Aguilar e Augusto Benedico.
- El enemigo, produzida em 1979 e protagonizada por Daniela Romo e Jorge Vargas.